# Ранцо
Ранцо (італ. Ranzo, ліг. Ranso) — муніципалітет в Італії, у регіоні Лігурія,  провінція Імперія.
Ранцо розташоване на відстані близько 440 км на північний захід від Рима, 85 км на південний захід від Генуї, 21 км на північ від Імперії.
Населення — 567 осіб (2014).
Щорічний фестиваль відбувається 7 серпня. Покровитель — San Donato d'Arezzo.

## Демографія
Населення за роками:

Станом на 1 січня 2023 року в муніципалітеті офіційно проживало 87 іноземців з 10 країн, серед них 17 громадян країн Євросоюзу та 1 громадянин України.

## Сусідні муніципалітети
- Акуїла-ді-Аррошія
- Боргетто-д'Аррошія
- Казанова-Лерроне
- Назіно
- Онцо